# فرانکئیت
فرانکئیت  (به انگلیسی: Franckeite) با فرمول شیمیایی Pb5Sn3Sb2S14 از مجموعه کانی هاست و کمی محلول در اسید کلریدریک گرم و اسیدنیتریک - باآب تمیز می‌شود. از نام دومهندس معدن C.E.Francke گرفته شده‌است. کمی محلول در اسید کلریدریک گرم و اسیدنیتریک - باآب تمیز می‌شود. Pb:۴۹٫۷۸٪ Sn:۱۷٫۱۰٪ Sb:۱۱٫۶۵٪ S:۲۱٫۴۷٪ با انکلوزیون‌های Ag,Ge,In برای اولین بار در بولیوی کشف شد و از نظر شکل بلور: پهن - کوتاه - نازک، رنگ: خاکستری - سیاه گاهی قوس و قزحی، شفافیت: کدر(اپاک)، جلا: فلزی، رخ: کامل - مطابق با سطح، سیستم تبلور: مونوکلینیک و در رده‌بندی سولفور است و منشأ تشکیل آن هیدروترمال است.
همایند کانی‌شناسی (پارانژ) آن ته آلیت- بولانژریت- سیلندریت- ورتزیت است
، از نظر ژیزمان بلوری - توده‌ای با رشته‌های شعاعی - گلوله‌ای کوچک - فلسی کمیاب است و بیشتر در بولیوی، آمریکا و روسیه یافت می‌شود.